# Ledovcový šroub

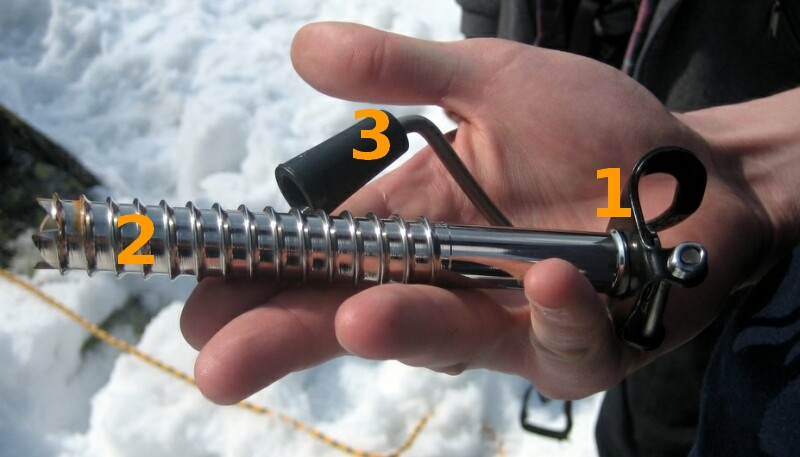
Ledovcový šroub
1. Oko k zavěšení karabiny
2. Závit
3. Klička

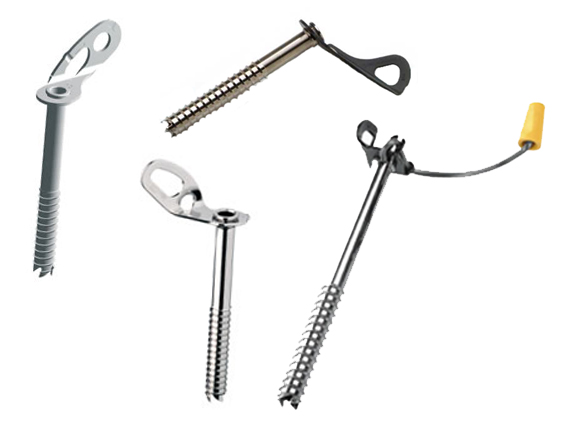
Různé ledovcové šrouby

Ledovcový šroub nebo také ledovcová trubka či ledovcová fréza je horolezecký prostředek k jištění v kompaktním ledu. Je tvořen tenkostěnnou trubkou s ostře nabroušenými zuby na jedné straně a okem k zavěšení karabiny na straně druhé. Některé modely ledovcových šroubů mívají v rámci oka i kličku, pomocí níž lze ledovcový šroub snáze zavrtat do ledu a druholezec, který ruší jištění, jej může snáze vyšroubovat. Pomocí ledovcového šroubu lze také v ledu vyvrtat díru pro Abalakovovy hodiny, například pro zřízení trvalejšího jisticího nebo slaňovacího bodu.
Původně nebyly ledovcové skoby duté, ale již měly tvar vývrtky (tak se jim také někdy říká). Jako první ji použil německý horolezec Willo Welzenbach v roce 1924 ve 400 m stěně Grosses Wiesbachhornu (3 570 m n. m.) s Fritzem Rigelem, strmé ledovcové úseky překonával pomocí tehdy používané techniky dvou lan.
Posledním trendem je u ledovcových šroubů používání poloviční expresky, která je připevněna na kroužek nasazený na trubce a na druhé straně má karabinu k zavěšení jistícího lana. Výzkumy ukázaly, že největší pevnost mají šrouby zašroubované do ledu pod negativním úhlem cca -15 stupňů, to jest okem poněkud dolů.. V kvalitním ledu mohou mít šrouby nosnost až 11 kN, v nekvalitním ledu však nosnost klesá.